# Digitonthophagus gazella
Digitonthophagus gazella är en skalbaggsart som beskrevs av Fabricius 1787. Digitonthophagus gazella ingår i släktet Digitonthophagus och familjen bladhorningar. Inga underarter finns listade i Catalogue of Life.